# Odznak za vojenské zásluhy
Odznak za vojenské zásluhy (německy: Militärverdienstzeichen) je rakouské vyznamenání, určené k vyznamenání zásluh členů rakouské armády.
Byl založen v roce 1989, nemá stuhu a nosí se připnutý na levé straně hrudi. Má pouze jednu třídu.